# Fernando Henrique Mariano
Fernando Henrique Mariano (Uberlândia, 3 april 1967), ook wel kortweg Fernando genoemd, is een voormalig Braziliaans voetballer.